# 우르번 에디트
우르번 에디트(헝가리어: Urban Edit, 1961년 3월 27일 ~ )는 헝가리의 탁구 선수다. 1987년 인도 뉴델리 세계선수권대회에서 단체 동메달을 획득하였다.